# Milk and Honey
Milk and Honey var en israelisk musikgrupp som bestod av Reuven Gvirtz, Yehuda Tamir och Shmulik Bilu. Tillsammans med Gali Atari vann de Eurovision Song Contest 1979 i Jerusalem med låten Hallelujah.
Gruppen gjorde ytterligare två framträdanden i den israeliska uttagningen till tävlingen; 1981 med låten Serenada och 1989 med låten Ani ma'amin. Båda gångerna sjöng gruppen med sångerskan Lea Lupatin.
Shmulik Bilu dog den 31 december 2023 på Ichilov-sjukhuset i Tel Aviv vid 71 års ålder.